# 조선민주주의인민공화국 중공업위원회
중공업위원회는 조선민주주의인민공화국의 내각 중앙 행정기관이다. 철강, 플랜트, 건설 자재 산업에 대한 업무를 총괄한다. 1960년 설립되었으며 경공업성과는 별도로 존속하였다. 1962년 8월 19일 폐지되었다. 1972년 6월 다시 설립되었다가 후에 폐지되었다.

## 연혁
- 1948년 9월 2일 중공업성 설치
- 1955년 6월 25일 중공업성 폐지, 금속공업성에 흡수
- 1960년 중공업분야를 따로 분리 및 석탄공업성, 기계공업성, 동력화학공업성을 통합, 내각 중공업위원회 설치
- 1962년 8월 19일 내각 중공업위원회 폐지, 금속화학공업성, 전기석탄공업성, 기계공업성으로 분리
- 1972년 6월 내각 중공업위원회 설치
- 1972년 12월 폐지

## 역대 위원장, 부위원장

### 역대 중공업위원장
- 리종옥 1960년 ~ 1961년 1월
- 김두삼(金斗三) 1961년 1월 ~ 1962년 8월 19일
- 리종옥 1972년 6월 ~

### 역대 부위원장
- 김두삼(金斗三) 1960년 ~ 1961년

## 같이 보기
- 중공업성
- 금속공업성
- 화학공업성
- 금속화학공업성
- 전기석탄공업성
- 경공업성